# Biljani Gornji
Biljani Gornji (korábban Biljani Hristjanski) falu Bosznia-Hercegovinában, a Bosznia-hercegovinai Föderáció Una-Szanai kantonjában, Ključ községben. 

## Fekvése
Bosznia-Hercegovina nyugati részén, Bihácstól légvonalban 69, közúton 93 km-re délkeletre, Ključtól légvonalban 9, közúton 12 km-re északnyugatra, 
az Ošljak nyugati lejtőin fekszik.

## Népessége
| Nemzetiségi csoport | Népesség 1991 | Népesség 2013 |
| ------------------- | ------------- | ------------- |
| Szerb               | 152           | 0             |
| Bosnyák             | 215           | 135           |
| Horvát              | 1             | 0             |
| Jugoszláv           | 0             | 0             |
| Egyéb               | 1             | 1             |
| Összesen            | 369           | 136           |

## Története
A korábbi időszakban Gornji Biljaniban kizárólag ortodox szerb, Donji Biljaniban pedig muszlim lakosság élt. A kizárólag szerbek lakta településrészek Lakići, Prisjeka és Luka voltak. A korabeli forrásokból arra lehet következtetni, hogy a 16. században ez a terület még meglehetősen gyéren lakott volt. Egyes vélemények szerint a főként muszlim lakosság az 1788-1791-es dubicai háború után érkezett ide Likából, Kordunból és Bosznia-Hercegovina belső területeiről. A Biljani helynév eredetileg feltehetően csak a mai Donji Biljanira vonatkozott. Az 1879-es népszámlálásban Biljani Gornji még „Biljani Hristjanski” néven szerepel.
Biljani 1878-ig tartozott az Oszmán Birodalomhoz, majd az Osztrák-Magyar Monarchia része lett. 1879-ben az első osztrák-magyar népszámlálás során 27 házat és 167 ortodox keresztény lakost számláltak itt. 1910-ben a településen 33 házat és 189 lakost számláltak, mind ortodox szerbek voltak. A monarchia szétesésével 1918-ben előbb a Szerb-Horvát-Szlovén Királyság, majd 1929-től a Jugoszláv Királyság része. 1921-ben a faluban 35 házat és 191 lakost számláltak. 1945-től a szocialista Jugoszlávia része volt. 
A boszniai háború idején 1992. július 10-én mintegy 200 biljani muszlim embert öltek meg a Szerb Köztársaság Hadserege (VRS) 17. könnyű gyalogsági dandárjának és a sanicai szerb milícia emberei, akiket korábban a hadsereg és a rendőrség tagjai fogtak el és vittek el otthonukból, az áldozatok között pedig nők, idősek, sőt egy négy hónapos baba is volt. Az Állami Ügyészség később a Ključ térségében elkövetett emberiesség elleni bűncselekményekkel, köztük a Biljani elleni támadással vádolta meg a távollevő Drago Samardžiját, a 17. könnyű gyalogdandár egykori parancsnokát, de az eljárás nem kezdődött meg ellene, és 2021-ben Szerbiában halt meg. Később a megvádolt szerbek azt állították, hogy a településen a konfliktusokat „muzulmán szélsőségesek” okozták, akik „a szerbek ellen háborúztak”. Továbbá, hogy ezt a „borzalmas bűncselekményt olyan egyének és csoportok követték el, akik nem voltak kontrollálva”, és hogy az elkövetőket azonnal letartóztatták. Nem sokkal a háború után Bosznia-Hercegovina egyik első felfedezett tömegsírjában, a Crvena zemlja településen 15 meggyilkolt biljanai polgár holttestét találták meg. 1996 őszén további 188 holttestet emeltek ki a Lanište 1-es számú gödörből, és azonosítás alapján megállapították, hogy 1992. július 10-én vitték el őket az otthonukból. 1995-ben a Sana hadművelet során szerb lakossága a visszavonuló szerb csapatokkal együtt elmenekült. 2013-ban 136 állandó lakosa volt, 99%-ban muszlim bosnyákok.